# Comuna Dubîșce, Ciudniv
Dubîșce (în ucraineană Дубищенська сільська рада) este o comună în raionul Ciudniv, regiunea Jîtomîr, Ucraina, formată din satele Didkivți și Dubîșce (reședința).

## Demografie
Componența lingvistică a comunei Dubîșce
     Ucraineană (98,45%)
     Rusă (1,19%)
     Alte limbi (0,18%)
Conform recensământului din 2001, majoritatea populației comunei Dubîșce era vorbitoare de ucraineană (98,45%), existând în minoritate și vorbitori de rusă (1,19%).